# Comuna Chilia Veche, Tulcea
Chilia Veche este o comună în județul Tulcea, Dobrogea, România, formată din satele Câșlița, Chilia Veche (reședința), Ostrovu Tătaru și Tatanir.

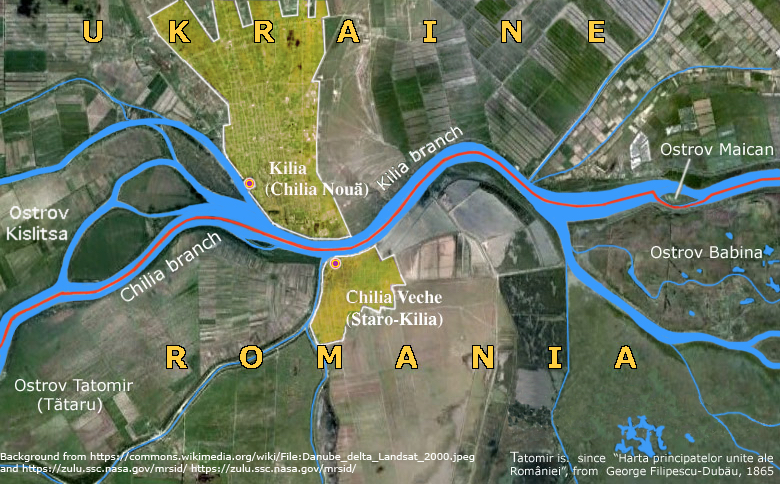
Împrejurimile Chiliei Vechi văzute din satelit.

## Informații generale
Comuna Chilia Veche este situată în partea de nord a județului Tulcea și în extremitatea nordică a Deltei Dunării, delimitată de următoarele teritorii comunale:
- la Nord - brațul Chilia, limita frontierei de stat cu Ucraina,
- la Vest - teritoriul administrativ al comunei Pardina;
- la Sud - teritoriul administrativ al comunelor Crișan și Maliuc;
- la Est - teritoriul administrativ al comunei Rosetti.

Legătura cu comuna se realizează pe uscat de-a lungul brațului Chilia pe drumul ce pornește din Tudor Vladimirescu în fața Tulcei, apoi pe apă cu bacul care traversează brațul Tătaru.

## Satele componente ale comunei sunt
- Chilia Veche - reședința de comună;
- Câșlița - situat la 4 km față de reședința de comună;
- Ostrovu Tătaru - situat la 2 km față de reședința de comună;
- Tatanir - situat la 20 km față de reședința de comună.

Suprafața administrativă a comunei este 53358 ha.

## Istorie
În anul 334 î. Hr., în zonă și aproape de malul mării este menționată colonia greacă Ahilea, fortificată de un general al lui Alexandru Macedon, pe nume Zopyrion. Conform studiilor paleohidrografice, malul mării se afla atunci la câteva leghe la răsărit de Chilia Veche, deoarece deltele secundare ale brațului Thiagola (azi Chilia), cea dintre punctele Babina-Jibrieni-Periprava-Merhei și cea care începe la Vâlcov, nu erau încă formate. Nu există dovezi arheologice că Ahilea ar fi fost situată pe amplasamentul actual al Chiliei Vechi nici că denumirea de Chilia ar fi o deformație a Ahileei, iar lingviștii afirmă că provine din greaca medievală κελλία - kellia: « hambarele », care a dat atât denumirea românească pe vremea lui Mircea cel Bătrân cât și denumirea turcă Eski-Kilya și denumirile slave Стара-Кілія în ucraineană și Старая-Килия în rusă. Satul astăzi denumit „Tatanir” (ca urmare a unor greșeli de transcriere din sec. XIX) se numea la origini Tatomir. După perioada bizantină (până în 680 și din 915 până în 1186) și vlaho-bulgară (1186-1394), Chilia Veche a fost o vrme disputată între Țara Românească, despotatul Dobrogei și Genovezi, apoi a devenit posesiune turcă otomană din 1424 până în 1829 când devine rusească. În 1856 este restituită Imperiului otoman (în timp ce Chilia Nouă este restituită principatului Moldovei) iar din 1878 încoace aparține României (în timp ce Chilia Nouă a aparținut successiv imperiului Rus, primei Republici Moldovenești, României, Uniunii Sovietice și Ucrainei).

## Turism
Pe teritoriul sau în apropierea comunei se găsesc rezervațiile naturale (16 la număr) cu caracteristice morfohidrografice specifice și cu originală floră și faună:
1. Rezervația Roșca-Buhaiova-Hrecișca are 15.400 ha, înconjoară lacul Matița, între grindurile Letea și Chilia. Aici cuibărește cea mai mare colonie de pelicani din Europa, colonii de egrete, lopătari, stârci galbeni, și tot aici se află șleauri de silvostepă și pădurea Letea cu stejari brumării sau pedunculați, frasini, plopi tremurători și plante agățătoare.
2. Rezervația Perișor-Zătoanele are 14.200 ha, în estul lacului Dranov la sud de brațul Sfântu Gheorghe. Aici cuibărec cele mai multe lebede, pelicani creți, etc.
3. Rezervația Periteasca-Leahova de circa 3900 ha, situată în limanelor Razim-Golovița-Zmeica-Sinoe, cu insula Popina și grinduri nisipoase, este zona cea mai populată cu păsări de pe coastă. La fel de interesante sunt și celelalte rezervații: Caraorman, Uzlina, Grindul Lupilor.
4. Delta Dunării și Complexul Razim - Sinoie (sit SPA)

Mulțimea de brațe secundare și gârle din jurul Chiliei Vechi, mai ales brațul azi denumit Tătaru (odinioară „Tatomir”) nu de puține ori a scos la iveală adevarați « monștri » subacvatici (somni, crapi, știuci, șalăi) spre deliciul gastronomic al turiștilor care poposesc la Chilia Veche.

## Climă
Clima este continentală cu veri fierbinți cu precipitații slabe și ierni cu viscole puternice dar nu prea reci mulțumită influenței pontice; temperatura medie anuală este de 12 °C; cantitatea anuală medie de precipitații de 367mm.

## Demografie
Componența etnică a comunei Chilia Veche
     Români (89,99%)
     Ruși lipoveni (1,91%)
     Ucraineni (1,22%)
     Alte etnii (0,12%)
     Necunoscută (6,77%)
Componența confesională a comunei Chilia Veche
     Ortodocși (91,38%)
     Alte religii (1,56%)
     Necunoscută (7,06%)
Conform recensământului efectuat în 2021, populația comunei Chilia Veche se ridică la 1.728 de locuitori, în scădere față de recensământul anterior din 2011, când fuseseră înregistrați 2.132 de locuitori. Majoritatea locuitorilor sunt români (89,99%), cu minorități de ruși lipoveni (1,91%) și ucraineni (1,22%), iar pentru 6,77% nu se cunoaște apartenența etnică. Din punct de vedere confesional, majoritatea locuitorilor sunt ortodocși (91,38%), iar pentru 7,06% nu se cunoaște apartenența confesională.

## Politică și administrație
Comuna Chilia Veche este administrată de un primar și un consiliu local compus din 11 consilieri. Primarul, Timur-Alexandru Ciauș[*], de la Partidul Social Democrat, este în funcție din octombrie 2020. Începând cu alegerile locale din 2024, consiliul local are următoarea componență pe partide politice:
|  | Partid                          | Consilieri | Componența Consiliului | Componența Consiliului | Componența Consiliului | Componența Consiliului |
|  | ------------------------------- | ---------- | ---------------------- | ---------------------- | ---------------------- | ---------------------- |
|  | Partidul Social Democrat        | 4          |                        |                        |                        |                        |
|  | Partidul Național Liberal       | 4          |                        |                        |                        |                        |
|  | Uniunea Salvați România         | 2          |                        |                        |                        |                        |
|  | Alianța pentru Unirea Românilor | 1          |                        |                        |                        |                        |

## Personalități născute aici
- Petru Pintilie (1922 - 1983), scriitor;
- Anton Calenic (n. 1943), caiacist.